# Verlorene Betonabschirmung
Als Verlorene Betonabschirmungen (VBA) werden armierte, zylindrische Betonbehälter bezeichnet, die zur Strahlenabschirmung der in sie eingebrachten Fässer mit radioaktiven Abfällen dienen.
VBA sind Endlagerbehälter und werden in den Endlagerbedingungen für das Endlager Konrad als Betonbehälter Typ I bzw. Betonbehälter Typ II bezeichnet. Typ I und Typ II unterscheiden sich in ihren Abmessungen, da sie zur Aufnahme unterschiedlich großer Abfallfässer konstruiert sind. VBA Typ I dienen zur Aufnahme von 200 l-Abfallfässern, VBA Typ II zur Aufnahme von 400 l-Abfallfässern.
VBA wurden ab 1973 im Zuge der Einlagerung radioaktiver Abfälle in die ASSE II zunächst für die Aufnahme von 200 l-Abfallfässern entwickelt und hergestellt.

## Namensherkunft
Für die Endlagerung der radioaktiven Abfälle werden die Abfallfässer durch Vergießen mit Beton untrennbar mit der Betonabschirmung verbunden, wodurch die Abschirmung zusammen mit dem Abfallfass als sogenanntes Abfallgebinde in das Endlager gelangt und damit als „verloren“ gilt.

## Betonsorten
VBA können aus drei unterschiedlichen Betonsorten hergestellt sein. Es gibt VBA aus Normalbeton (NBA), Schwerbeton (SBA) und Granulatbeton (GBA). Diese Betonsorten unterscheiden sich in ihrer Zusammensetzung und damit in ihrer Dichte und Abschirmwirkung. Der verwendete Schwerbeton enthält als Zuschlagsstoff Baryt oder Hämatit und der Granulatbeton Eisengranulat, das aus schwach radioaktivem Metallschrott hergestellt ist.
Äußerlich unterscheiden sich NBA, SBA und GBA im Anstrich: NBA sind grau, SBA rotbraun und GBA hellblau gestrichen. Abbildungen von NBA und SBA sind in und zur GBA in zu finden.
| Betonsorte    | Dichte (kg/m³) |
| ------------- | -------------- |
| Normalbeton   | 2200–2400      |
| Schwerbeton   | 3400           |
| Granulatbeton | 3400           |

## VBA in der ASSE II
Im Zeitraum zwischen 1973 und der Schließung am 31. Dezember 1978 wurden insgesamt 14779 VBA in acht Einlagerungskammern der ASSE II eingebracht.